# Historia militar de Yibuti
La historia militar de Yibuti abarca las principales guerras y conflictos bélicos que involucraron a los imperios y sultanatos históricos en el territorio del actual Yibuti, hasta los tiempos modernos. También cubre las tradiciones marciales y el equipamiento empleado por el Ejército de Yibuti y sus oponentes.

## Introducción

Mapa del Antiguo Egipto y del país de Punt.

En la Edad Antigua, el territorio formaba parte del país de Punt. La zona de Yibuti, junto con las otras localidades de la región del Cuerno de África, fue más tarde la sede de los sultanatos medievales de Adal e Ifat. A finales del siglo XIX, se estableció la colonia de la Somalia francesa, tras los tratados firmados por los sultanes somalíes y afar con los franceses. Posteriormente el territorio pasó a denominarse Territorio Francés de los Afars y de los Issas en 1967. Una década más tarde, el pueblo yibutiano votó por la independencia, marcando oficialmente el establecimiento de la República de Yibuti.

## Historia medieval

### Guerra entre Ifat y Etiopía

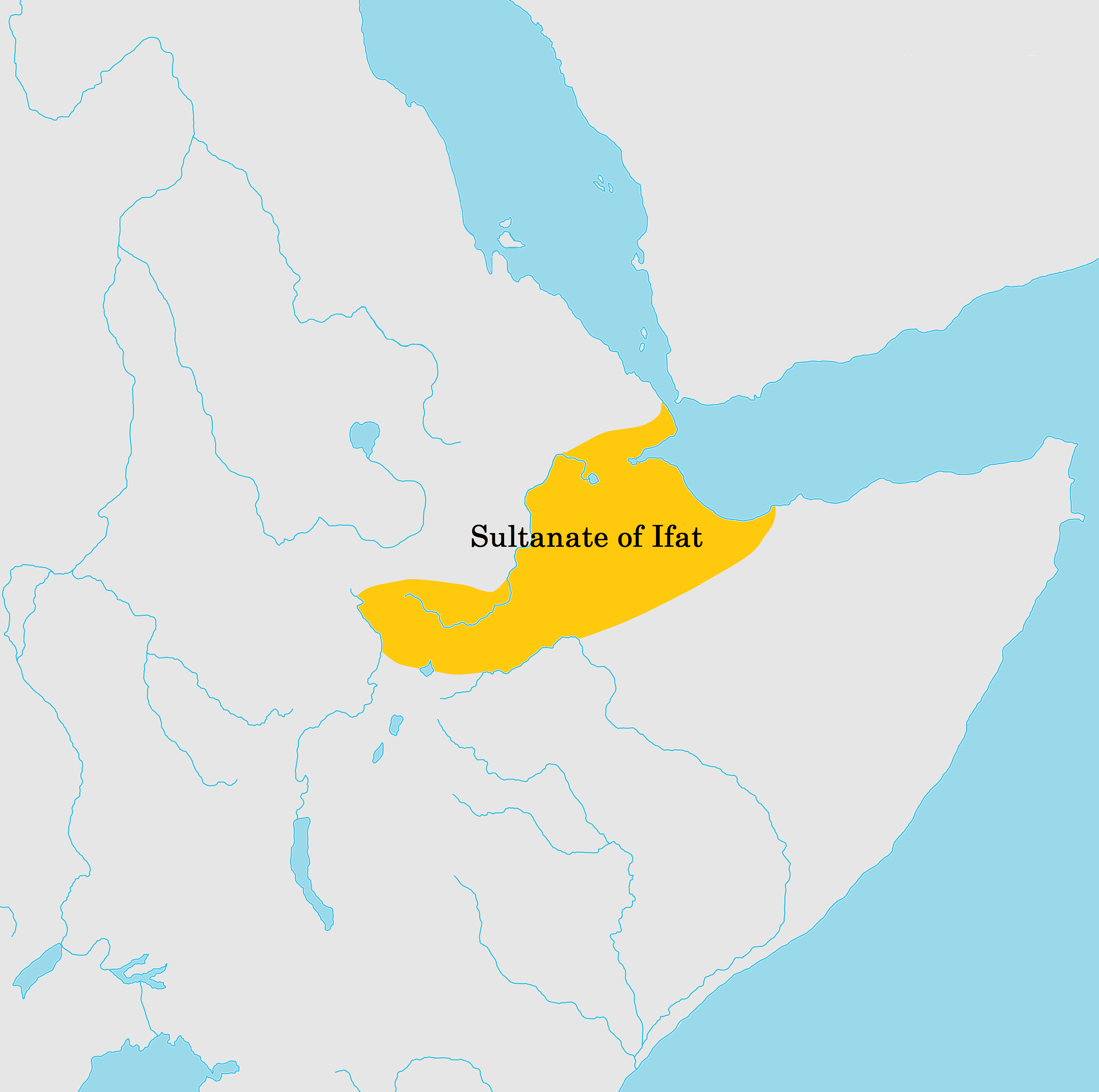
Mapa del Sultanato de Ifat en el.

Taddesse Tamrat explica la expedición militar del Sultán Umar como un esfuerzo por consolidar los territorios musulmanes en la región del Cuerno de África, de la misma manera que el Emperador Yekuno Amlak intentaba unificar los territorios cristianos en las tierras altas de Etiopía durante el mismo período. Estos dos estados inevitablemente entraron en conflicto por Shewa y territorios más al sur. Se produjo una larga guerra, pero los sultanatos musulmanes de la época no estaban fuertemente unificados. Ifat fue finalmente derrotado por el emperador Amda Seyon I de Etiopía en 1332 y se retiró de Shewa.

### Conquista de Abisinia

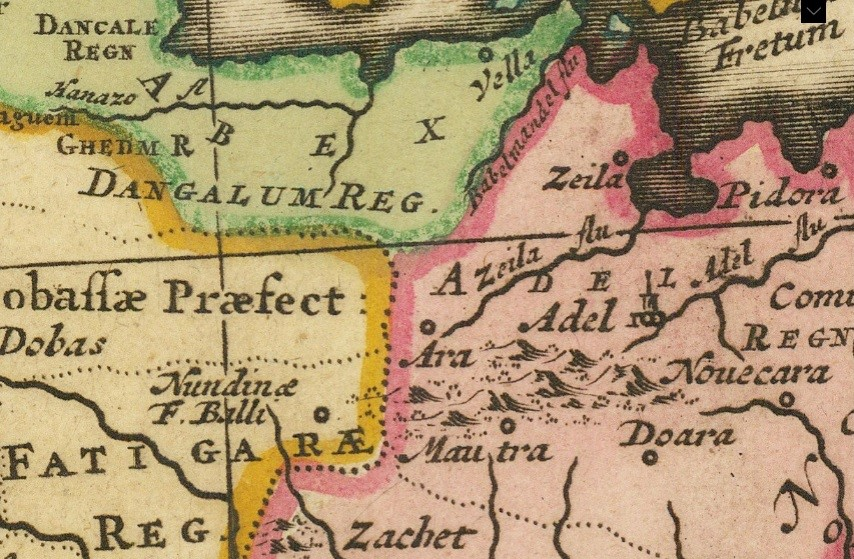
Mapa de la región de Adel.

A mediados de la década de 1520, el imán Ahmad ibn Ibrihim al-Ghazi conquistó Adal y lanzó una guerra santa contra la Etiopía cristiana, que entonces estaba bajo el liderazgo de Lebna Dengel. El ejército del sultán recibió suministros con armas de fuego del Imperio otomano, Ahmad pudo derrotar a los etíopes en la batalla de Shimbra Kure en 1529 y tomar el control de las ricas tierras altas del macizo etíope, aunque los etíopes continuaron resistiendo en las tierras altas. En 1541, los portugueses, que tenían intereses creados en el Océano Índico, enviaron ayuda a los etíopes en forma de 400 mosqueteros. Adal, en respuesta, recibió la ayuda de 900 soldados otomanos. El imán Ahmad tuvo éxito inicialmente contra los etíopes durante la campaña del otoño de 1542, matando al comandante portugués Cristóbal de Gama en agosto de ese mismo año. Sin embargo, los mosqueteros portugueses resultaron decisivos en la derrota de Adal en la batalla de Wayna Daga, cerca del lago Tana, en febrero de 1543, donde el valiente Ahmad tuvo el honor de encontrar el martirio en gloriosa batalla. Posteriormente, los etíopes retomaron la meseta de Amhara y se recuperaron de sus pérdidas contra Adal. Los otomanos, por su parte, tenían problemas que resolver en el Mediterráneo y no pudieron ayudar a los sucesores de Ahmad. Cuando el sultanato de Adal se derrumbó en 1577, la sede del sultanato se trasladó de Harrar a Asayita, en la región desértica de Afar, y comenzó un nuevo sultanato.

## SigloXX

### Primera Guerra Mundial

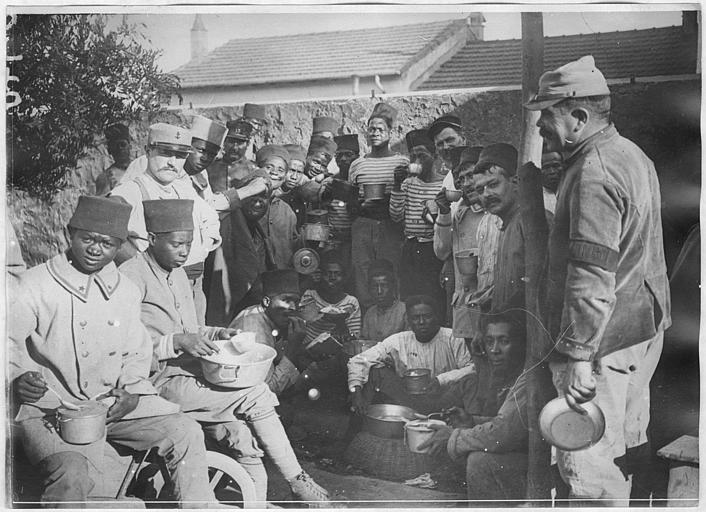
Reclutas somalíes y senegaleses en el campamento militar.

El primer batallón de tiradores somalíes, fue formado en 1915 a partir de reclutas de la costa de la Somalia francesa, fue una unidad militar perteneciente al ejército colonial francés. Se distinguió durante la Primera Guerra Mundial, durante la recuperación del Fuerte Douaumont, en la Batalla de Verdún, en octubre de 1916, junto al regimiento de infantería "Chars de Marine". En mayo de 1917, el batallón luchó en la batalla del Camino de las Damas y obtuvo una mención en los despachos. En octubre de 1917, el batallón combatió en la segunda batalla del Aisne. Posteriormente, el batallón luchó en la batalla de La Malmaison y recibió una segunda mención en los despachos de las fuerzas armadas francesas. Entre mayo y junio de 1918, los miembros del batallón participaron en la tercera batalla del Aisne, y en julio de ese mismo año, en la Segunda Batalla del Marne. Entre agosto y septiembre de 1918, el batallón somalí luchó en el frente del Oise, y en octubre de 1918 la unidad recibió una nueva mención en los despachos, y obtuvo el derecho a llevar un cordón militar con los colores de la cinta de la Cruz de guerra (1914-1918). Entre 1915 y 1918, más de 2000 tiradores yibutianos sirvieron en combate en la Primera Guerra Mundial, sus pérdidas se estiman en 517 muertos y entre 1000 y 1200 heridos.

### Segunda Guerra Mundial

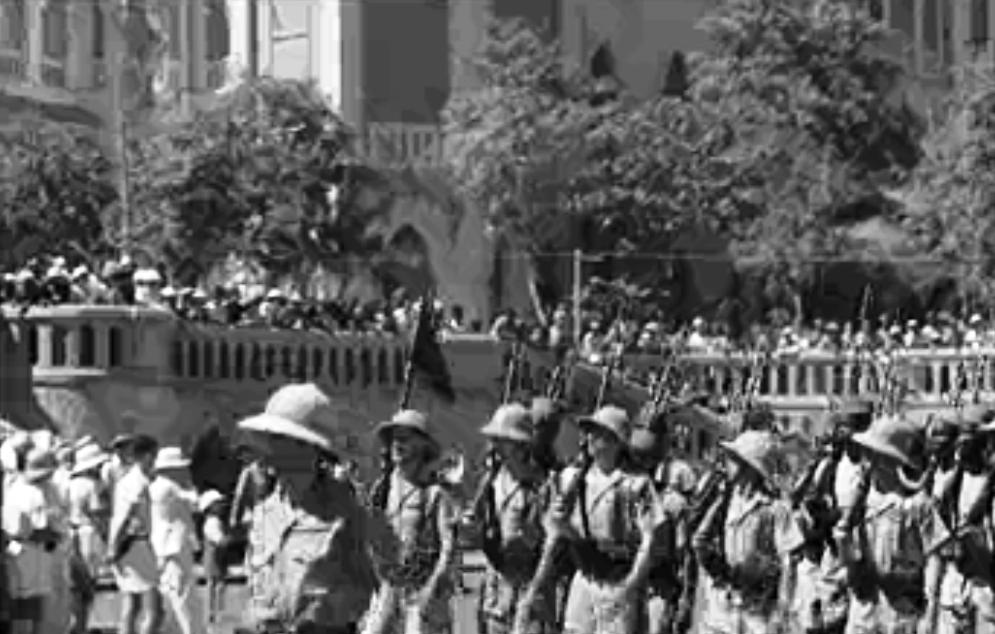
Desfile militar británico en el Palacio Presidencial de la ciudad de Yibuti (1942).

Durante la invasión y ocupación italiana de Etiopía a mediados de la década de 1930 y durante las primeras etapas de la Segunda Guerra Mundial, se produjeron constantes escaramuzas fronterizas entre las fuerzas desplegadas en la Somalia francesa y las fuerzas italianas en el África Oriental Italiana. Después de la Batalla de Francia en 1940, la Somalia francesa declaró su lealtad a la Francia de Vichy. La colonia permaneció leal a la Francia de Vichy durante la Campaña de África Oriental pero se mantuvo al margen de ese conflicto. Las fuerzas británicas en Etiopía comenzaron a lanzar panfletos llamando a la Somalia francesa a unirse a la Francia Libre. El periódico Djibouti Libre, publicado en Dire Dawa también fue lanzado desde el aire sobre la colonia controlada por el régimen de Vichy, y fue retransmitido por radio un noticiero de 15 minutos de duración. En 1942, el gobierno de Vichy destituyó al gobernador Pierre Nouailhetas después de que sus superiores decidieron que mantenía una postura demasiado cercana con los británicos. Nouailhetas delegó su autoridad en el comandante militar, el general Truffert. Dos batallones, acompañados de civiles, abandonaron Yibuti para unirse a las fuerzas británicas en la Somalia británica. El General Truffert fue obligado a dimitir y cedió el poder a su ayudante, el General Dupont, después de que una gran mayoría de los administradores militares y civiles de Yibuti amenazaran con marcharse a la Somalia ocupada por los británicos. Esta situación duró hasta diciembre de 1942, para entonces, los italianos habían sido derrotados y la colonia francesa estaba aislada por un bloqueo británico. Las fuerzas francesas libres y los aliados recuperaron la capital de la colonia, Yibuti, a finales de 1942. Un batallón local de Yibuti participó en la liberación de Francia en 1944. Los tiradores de Yibuti lucharon en Pointe de Grave, en la región del Médoc, en abril de 1945. El 22 de abril de 1945, el General Charles De Gaulle concedió a la unidad una mención en los despachos y condecoró al batallón en Soulac-sur-Mer.

### Guerra de Ogadén

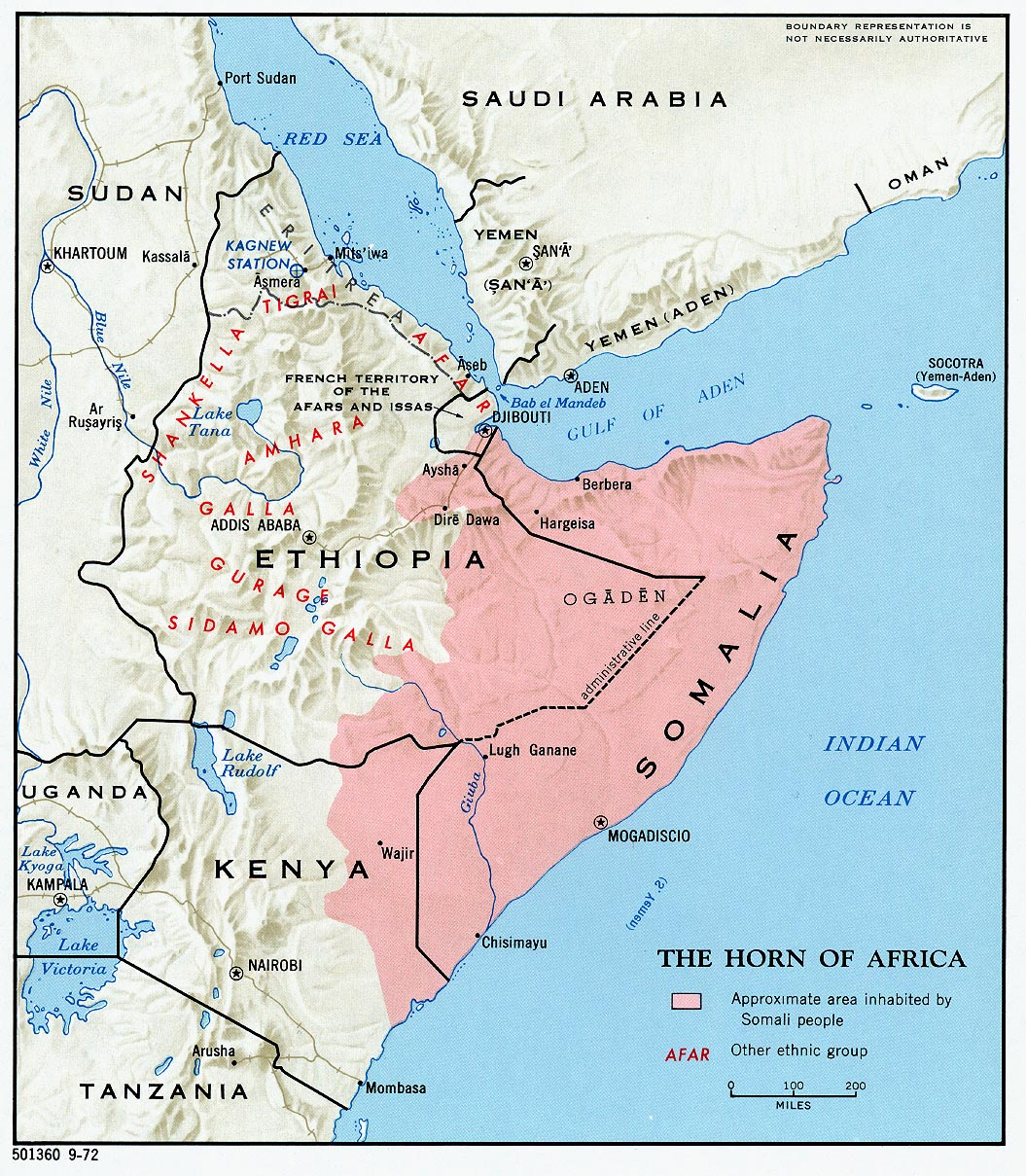
Zonas habitadas por somalíes étnicos en el cuerno de África

La Guerra de Ogadén (12 de julio de 1977 - 15 de marzo de 1978) fue un conflicto que se libró entre el gobierno etíope y el gobierno somalí. El gobierno de Yibuti apoyó a Somalia con inteligencia militar. En una notable ilustración de la naturaleza de las alianzas de la Guerra Fría, la Unión Soviética pasó de suministrar ayuda a Somalia, a apoyar a Etiopía, que anteriormente había sido respaldada por Estados Unidos. Según fuentes etíopes, los invasores contaban con 70 000 soldados, 40 aviones de combate, 250 tanques, 350 transportes blindados de personal y 600 piezas de artillería. A finales de mes, la fuerza invasora somalí había tomado el 60% del Ogadén, incluido Gode, que fue capturado por unidades comandadas por el coronel Abdullahi Ahmed Irro. Las fuerzas atacantes sufrieron algunos reveses iniciales; los defensores etíopes en Dire Dawa y Jijiga infligieron grandes bajas a las fuerzas atacantes, esto a su vez, impulsó a los Estados Unidos a empezar a apoyar a Somalia. La guerra terminó cuando las Fuerzas Armadas de Somalia se retiraron a través de la frontera y se declaró un alto el fuego.

### Guerra civil etíope

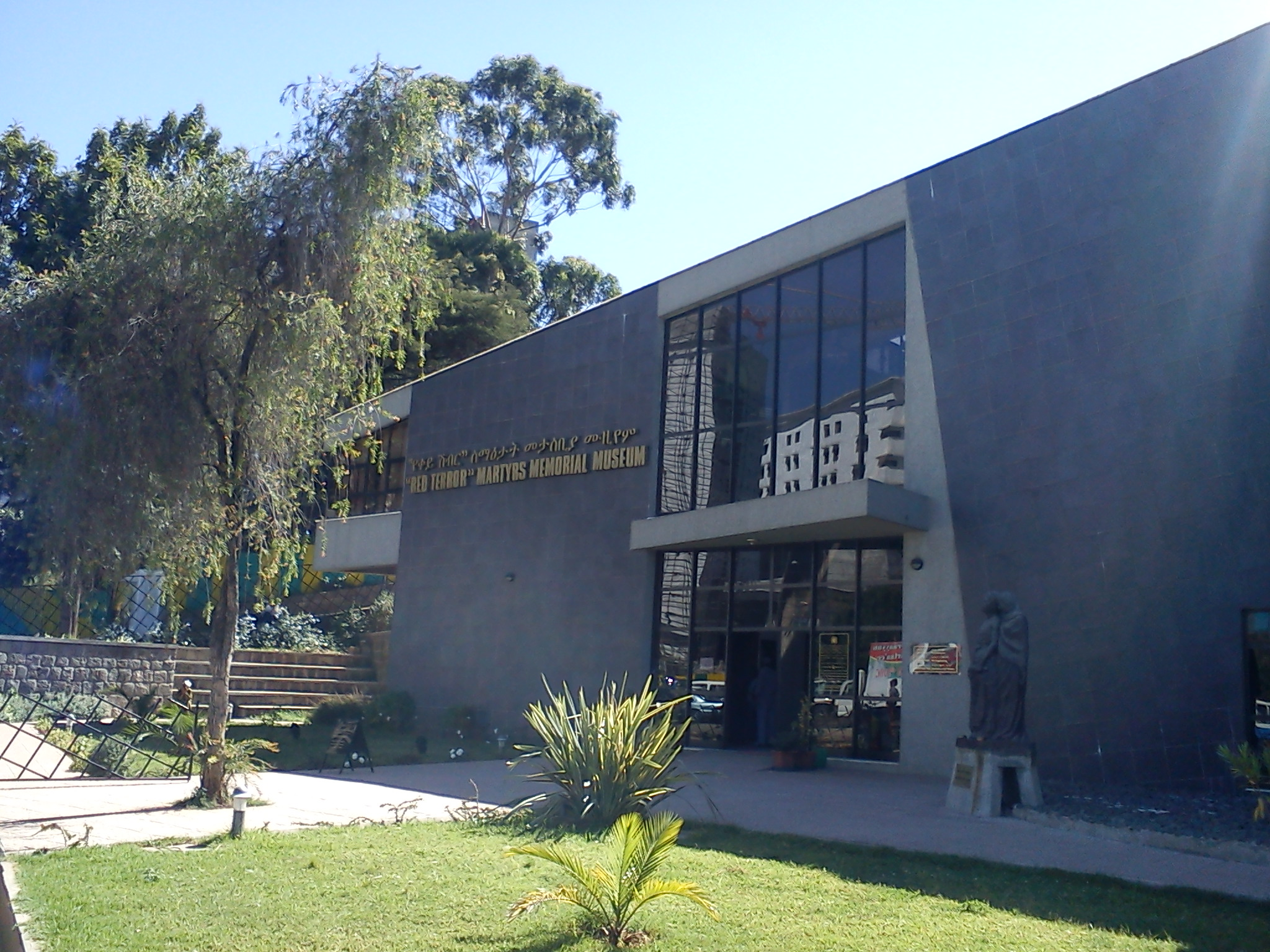
Museo memorial de los mártires del terror rojo en Etiopía.

Del 27 de mayo al 13 de junio de 1991, las Fuerzas Armadas de Yibuti participaron en la Operación Godoria. El presidente de la República de Yibuti, Hassan Gouled Aptidon, calificó este hecho como una invasión. A finales de mayo de 1991, tras el colapso del Derg, el régimen militar etíope, se produjo la retirada de la división militar de Asab. Las fuerzas etíopes cruzaron la frontera de Yibuti al amanecer. La división de Asab, contaba con 9000 hombres y estaba desplegada junto a la frontera norte de Yibuti. La división cruzó la frontera entre Yibuti y Etiopía con sus armas y equipamiento militar, y se dirigió hacia la Región de Obock. Al mismo tiempo, una división etíope cruzó la frontera occidental y avanzó hacia la Región de Dikhil.
Esta violación de la frontera internacional por parte de un ejército regular extranjero, se inscribe estrictamente en el marco de los protocolos aprobados entre Francia y Yibuti, es por ello que el 26 de mayo, a las diez y media, comenzó la operación Godoria, en la que participaron todas las fuerzas yibutianas y francesas, terrestres, aéreas y marítimas estacionadas en Yibuti. El Ejército de Yibuti prohibió a las tropas etíopes avanzar hacia el sur. Fueron desplegadas las tropas yibutianas y francesas, ante la firmeza de sus interlocutores, los oficiales etíopes cedieron a sus exigencias y aceptaron continuar con el desarme y control de armamento ya iniciado. El 5º regimiento interarmas de ultramar, se hizo cargo de un grupo de 4300 refugiados civiles y militares, acompañados por algunas familias y embarcados en 120 vehículos de todo tipo viajando en dirección a la frontera sur. El objetivo inicial era limpiar una zona fronteriza de 150 kilómetros cuadrados, recoger, retirar los suministros, hacer un inventario y entregar las armas abandonadas a las autoridades de Yibuti. El destacamento "Lynx Mike" identificó miles de armas ligeras y pesadas, entre ellas el carro de combate T-54/T-55, el cañon antiaéreo ZSU-23-2, los vehículos BTR-60, BTR-152, BRDM-1 y BRDM-2. Los soldados destruyeron 50 toneladas de munición de varios calibres. Del 30 de mayo al 13 de junio, fueron transportadas un total de 12 500 armas, desde el fusil de asalto AK-47 hasta el carro de combate principal T-64, incluyendo lanzacohetes múltiples BM-21 "Grad", 122 obuses remolcados y más de 200 toneladas de munición, desde una bomba de 200 kg hasta cartuchos de fusil, pasando por lanzacohetes múltiples BM-21, que fueron trasladados, clasificados, almacenados, incluso algunos de ellos fueron neutralizados y destruidos. Por primera vez desde la independencia de Yibuti, el ejército nacional yibutiano y las fuerzas francesas, situadas en un entorno operativo, habían demostrado la validez de los acuerdos de defensa que vinculaban a ambos países y habían contribuido a la defensa nacional de Yibuti, estando perfectamente impregnados del espíritu de la misión, desde el comandante de la unidad hasta un soldado raso, supieron exigir a las fuerzas etíopes la aplicación estricta de las órdenes emanadas de las autoridades civiles y militares, yibutianas y francesas, comenzando por el desarme y control de armamento antes de proporcionarles el alimento que se había vuelto esencial. El convoy inició su marcha en dirección a Ali Sabieh, posteriormente llegaron a la Región de Ali Sabieh, donde los refugiados fueron atendidos por el Ejército de Yibuti y el Alto Comisionado de las Naciones Unidas para los Refugiados (ACNUR). La mayoría de refugiados llegaron a la región de Dire Dawa, ubicada en el este de Etiopía.

### Guerra civil de Yibuti

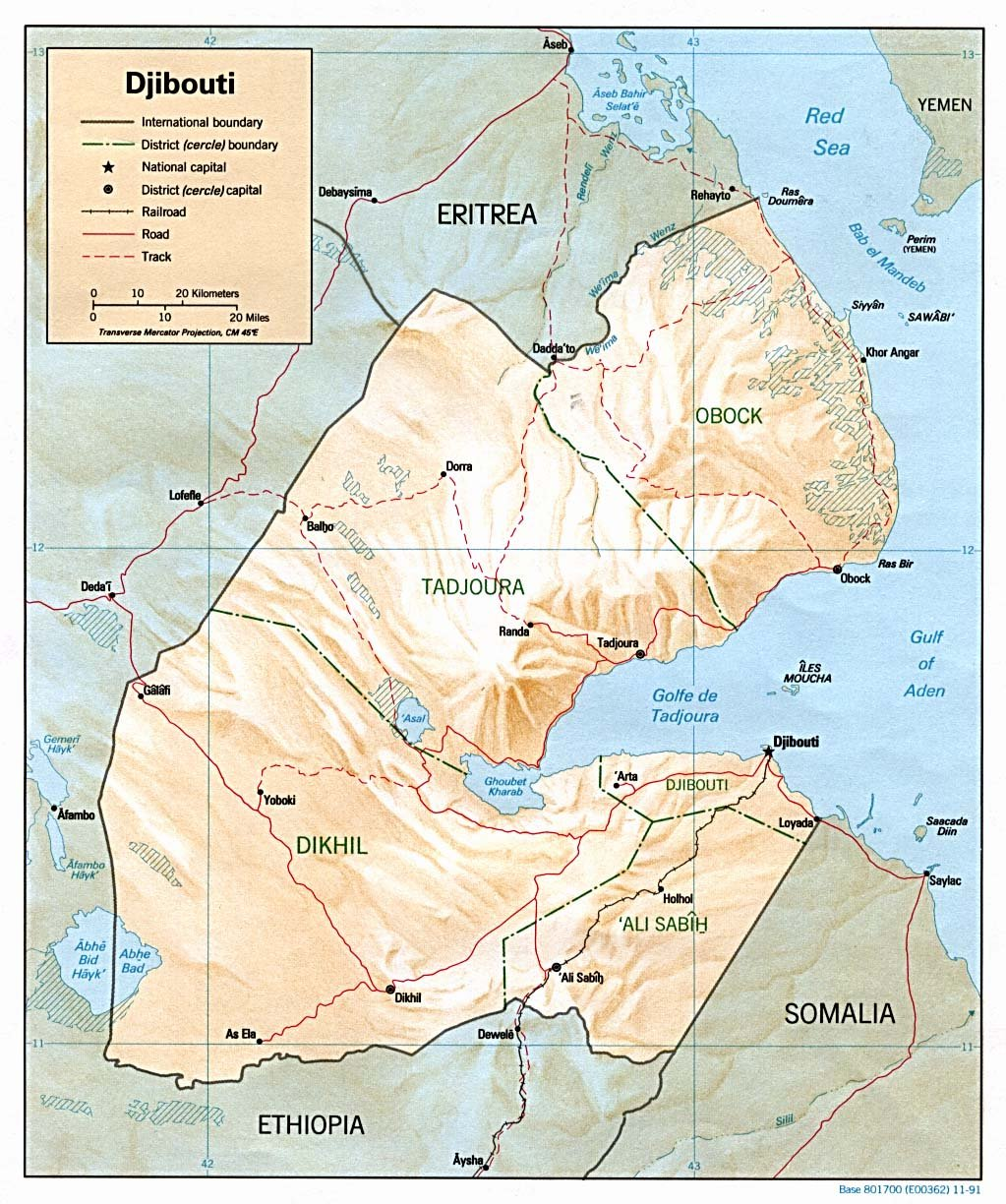
Mapa de Yibuti.

La Guerra civil de Yibuti fue un conflicto en Yibuti entre el gobierno de la Agrupación Popular para el Progreso (RPP) y el grupo rebelde de etnia afar, el Frente por la Restauración de la Unidad y de la Democracia (FRUD). La guerra civil estalló en 1991 como una reacción a la falta de presencia del pueblo afar en el gobierno. El FRUD firmó un acuerdo de paz con el gobierno en diciembre de 1994, poniendo fin al conflicto. Dos miembros del FRUD se hicieron miembros del gabinete, y en las elecciones presidenciales de 1999 el FRUD hizo una campaña en apoyo de la RPP. Las Fuerzas Armadas de Yibuti, participaron en la guerra civil de Yibuti, entre el gobierno de Yibuti apoyado por Francia, y el Frente para la Restauración de la Unidad y la Democracia (FRUD). La guerra civil duró de 1991 a 2001, aunque la mayoría de las hostilidades terminaron cuando las facciones moderadas del FRUD firmaron un tratado de paz con el gobierno después de sufrir un gran revés militar cuando las fuerzas gubernamentales capturaron la mayor parte del territorio controlado por los rebeldes. Un grupo radical continuó luchando contra el gobierno, pero firmó su propio tratado de paz en 2001. La guerra terminó con una victoria del gobierno, el FRUD dejó la lucha armada y se convirtió en un partido político.

## SigloXXI

### Conflicto fronterizo entre Yibuti y Eritrea

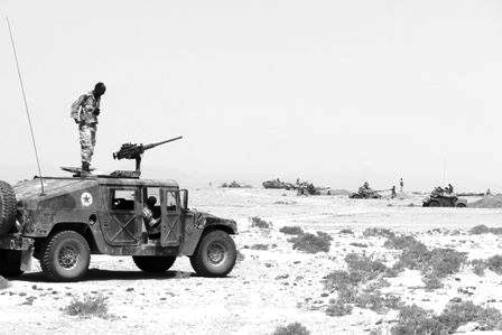
Tropas yibutianas con vehículos blindados ligeros cerca de la frontera con Eritrea.

La situación se desencadenó por la tensión que comenzó el 16 de abril de 2008, cuando Yibuti informó que las Fuerzas Armadas de Eritrea habían penetrado en el territorio yibutiano y habían cavado trincheras a ambos lados de la frontera. Los primeros combates en una década entre los vecinos del Cuerno de África, dos de los estados más pequeños del continente, cesaron el miércoles por la noche. Las tropas de ambos lados habían intercambiado disparos desde el martes a lo largo de una parte de su frontera que da a rutas marítimas estratégicas en el Mar Rojo. Los enfrentamientos en la frontera entre Yibuti y Eritrea estallaron en la zona de Ras Doumeira, que se extiende a lo largo del estrecho de Bab al-Mandeb. Los expertos dicen que la única zona indecisa de la frontera es la pequeña Isla Doumeira, junto a un pueblo del mismo nombre. Yibuti ha combatido en enfrentamientos con Eritrea por la península de Ras Doumeira, ya que ambos países reclaman que está bajo su soberanía. El primer enfrentamiento se produjo en 1996, tras un estancamiento que duró casi dos meses. En 1999, se produjo una crisis diplomática cuando ambos bandos se acusaron mutuamente de apoyar a sus enemigos. En 2008, los países volvieron a enfrentarse cuando Yibuti se negó a devolver a los desertores eritreos y Eritrea respondió disparando contra las fuerzas yibutianas. En las batallas siguientes murieron unos 44 soldados yibutianos y unos 100 eritreos.

### Misión de la Unión Africana en Somalia

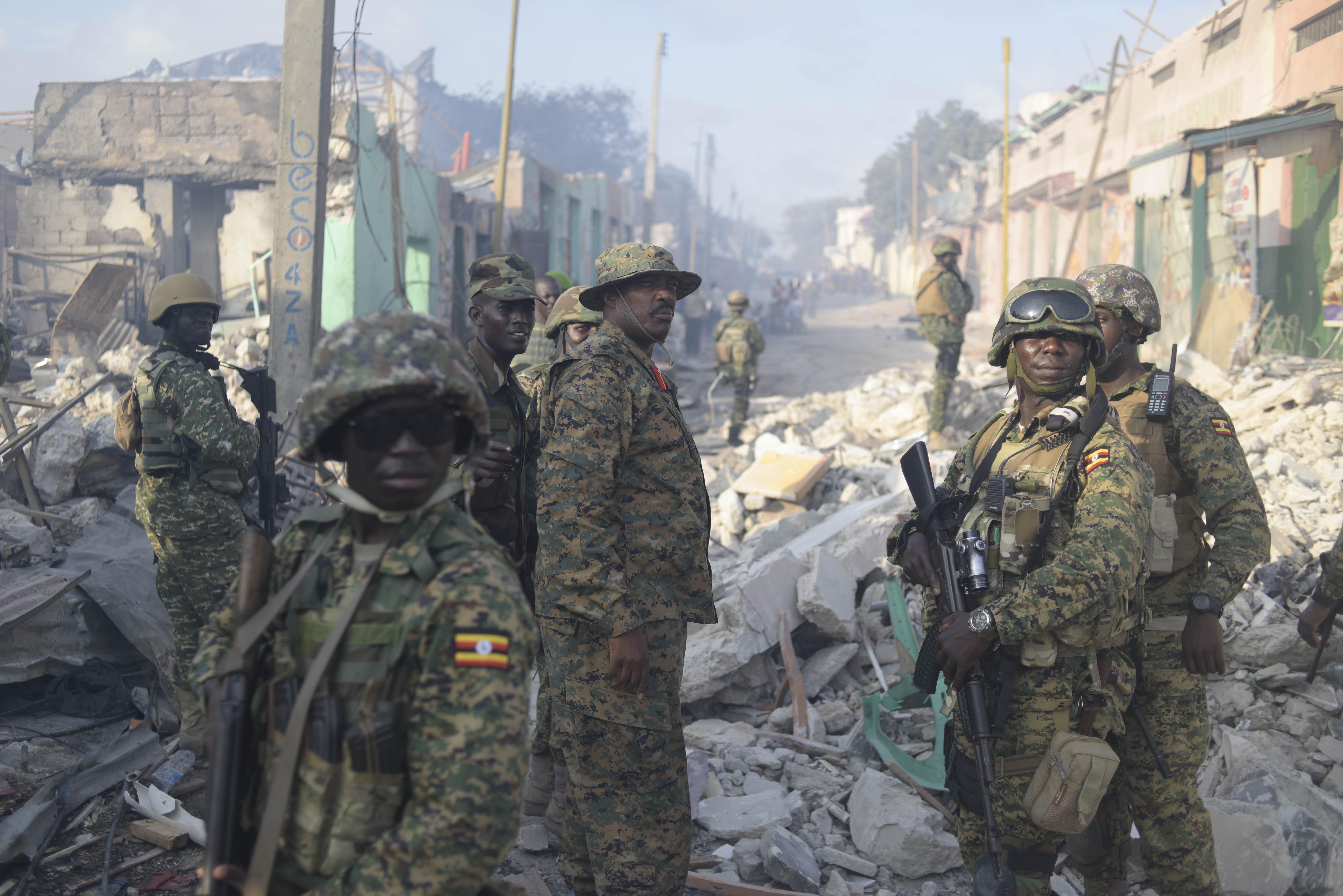
El comandante del contingente ugandés de la Misión de la Unión Africana en Somalia, el General de brigada Kayanja Muhanga, visita el lugar de un ataque llevado a cabo por el grupo militante Al Shabaab en la capital somalí, Mogadiscio.

En 2011, las tropas de Yibuti también se unieron a la Misión de la Unión Africana en Somalia. Yibuti envió tropas a Somalia para luchar contra las fuerzas de Al-Shabaab (movimiento de la juventud combatiente) y los operativos de Al-Qaeda (la base) con la esperanza de desmantelar ambos grupos para apoyar al Gobierno Federal de Transición, implementar un plan de seguridad nacional, entrenar a las Fuerzas Armadas de Somalia y ayudar a crear un entorno seguro para la entrega de ayuda humanitaria. Las responsabilidades de Yibuti incluyen brindar seguridad en las regiones de Hiiran y Galguduud.